# Сілезько-Краківське нагір'я

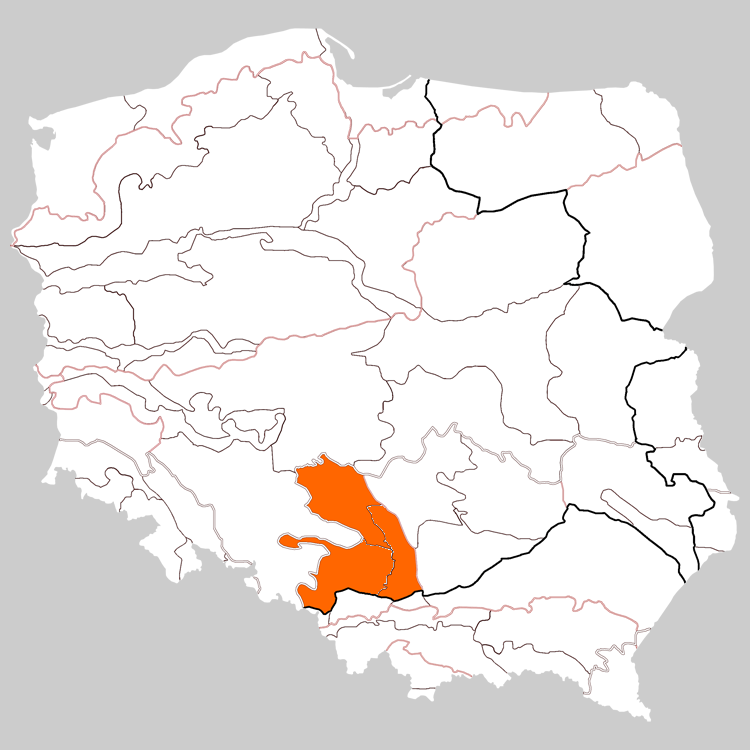
Сілезько-Краківське нагір'я на фізико-географічній карті Польщі

Сіле́зько-Кра́ківське нагі́р'я (пол. Wyżyna Śląsko-Krakowska) (341) — фізико-географічна підпровінція Польщі, розташована на північ від долини верхньої течії Вісли, між Малопольським нагір'ям на сході та Сілезькою низовиною на заході.

## Загальна характеристика
Сілезько-Краківське нагір'я — асиметричне тектонічне підняття, що містить у фундаменті палеозойські горотворчі структури, включаючи кам'яновугільний басейн, на якому розташована моноклінальна плита мезозойських порід, яка западається на північному сході, утворюючи кілька денудаційних порогів і подальших западин. Нагір'я знижується на північ, де давніші геологічні утворення приховані під четвертинними утвореннями Середньопольської низовини. З півдня височина розломами спускається до Підкарпатської улоговини, а із заходу її пороги виходять на Сілезьку низовину. Піднімається на висоту 200—500 м над рівнем моря (найвища точка на висоті 512 м над рівнем моря) і займає площу приблизно 10,3 тис. км². Воно поділяється на три макрорегіони: Сілезьке нагір'я (341.1), Возьницько-Вєлунське нагір'я (341.2) і Краківсько-Ченстоховське нагір'я (341.3). Це один із найбагатіших у джерела регіонів у Польщі.
На нагір'ї розташований Ойцовський національний парк (відкритий у 1956 р.) та Комплекс ландшафтних парків Юрського періоду (створений у 1981 р.) із численними туристичними стежками.